# Martirio di san Filippo
Il Martirio di san Filippo è un dipinto ad olio su tela realizzato nel 1639 da Jusepe de Ribera e attualmente conservato al Museo del Prado di Madrid.
Si tratta di una delle tele più importanti dell'artista. Lo scrittore spagnolo Eugenio d'Ors ritenne, poeticamente seppur in maniera paradossale, che il Martirio "offre allo sguardo il dono di una vera festa, con tanto di opulenza teatrale e scenografia sontuosa", paragonandolo pressoché a un "balletto russo".

## Storia
L'opera fu probabilmente commissionata da Ramiro Felipe Núñez de Guzmán, secondo duca di Medina de las Torres, per essere data in dono al re Filippo IV di Spagna, che aveva come patrono proprio il soggetto dell'opera, portandone anche il nome. Per molto tempo, il dipinto fece parte della collezione reale, riuscendo anche a scampare, nel 1734, all'incendio del Real Alcázar di Madrid. In seguito a tale avvenimento fu collocato al Palazzo del Buon Ritiro e successivamente nel Palazzo reale di Madrid. Il trasferimento al Museo del Prado fu effettuato in un momento non precisato, ma successivo al 1818. 

## Descrizione

### Soggetto
Per diverso tempo si ritenne che il Martirio raffigurasse l'apostolo Bartolomeo, raffigurato in svariate occasioni dallo Spagnoletto. Soltanto nel 1953 la storica dell'arte Delphine Fitz Derby stabilì che il soggetto della tela fosse l'apostolo Filippo - anche in considerazione del fatto che manca il grosso coltello, attributo che avrebbe potuto far pensare a Bartolomeo. In seguito alla resurrezione di Gesù, Filippo avrebbe predicato in Scizia e nella Frigia, regione dove fu crocifisso (precisamente nella città di Ierapoli). 

### Analisi
Ribera cattura il momento in cui i preparativi per la crocefissione sono ancora in atto; nel caso di Filippo, in base alle fonti apocrife raccolte nella Legenda Aurea di Jacopo da Varazze, non sarebbero stati utilizzati dei chiodi per tenerlo sulla croce, bensì delle corde. L'artista compone la scena geometricamente, su linee verticali e diagonali e la coglie da una bassa angolazione, conferendo monumentalità ai personaggi principali e mostrando al contempo una larga parte di cielo azzurro. 
Due esecutori cercano di sollevare l'apostolo, mentre un terzo gli tiene le gambe. L'intensa luce del sole illumina il viso a Filippo, da cui trapelano dolore e rassegnazione. Il santo è connotato da grande forza mistica e in atteggiamento di abbandono, con un magnifico studio del nudo. Il contrasto tra luci e ombre accentua l'effetto drammatico. Sulla destra è presente un gruppo di spettatori curiosi, intenti a commentare l'evento. Sulla sinistra, invece, le persone sembrano inconsapevoli di ciò che sta accadendo. È possibile osservare una donna che, mentre tiene in braccio un bambino, rivolge lo sguardo allo spettatore: in tal modo si pone, teneramente e con delicatezza, in contrapposizione alla crudeltà che domina il resto della composizione. Taluni critici hanno ritenuto possa trattarsi di un'allegoria della carità.

## Influenza
Si tratta di un'opera della maturità del Ribera. Ciò è possibile dedurlo dal trattamento dei colori, dalle pennellate e dalla nudità, splendidamente rappresentata. È una tela meno caravaggesca e più luminosa rispetto alle realizzazioni precedenti, in cui è possibile osservare anche l'influenza di Guido Reni e Domenichino. Il cromatismo si allontana dai toni terrosi del barocco spagnolo, per avvicinarsi, invece, al gusto veneziano.